# Pseudociência
Uma pseudociência é qualquer tipo de informação que se diz ser baseada em factos científicos, ou mesmo como tendo um alto padrão de conhecimento, mas que não resulta da aplicação de métodos científicos. É uma reivindicação, crença ou prática que se apresenta como científica, mas não adere a um método científico válido, carece de provas ou plausibilidade, não podendo ser confiavelmente testado, ou de outra forma, não tem estatuto científico. A pseudociência é frequentemente caracterizada pelo uso de afirmações vagas, exageradas ou improváveis, uma confiança excessiva na confirmação, em vez de tentativas rigorosas de refutação, a falta de abertura para a avaliação de outros especialistas, e uma ausência generalizada de processos sistemáticos para desenvolver teorias racionalmente.
Um campo, prática ou corpo de conhecimento pode razoavelmente ser chamado de pseudocientífico quando for apresentado como sendo coerente com as normas de pesquisa científica, mas comprovadamente não cumprindo essas normas. A ciência é também distinguível de teologia, revelação ou espiritualidade na medida em que oferece uma visão sobre o mundo físico obtido pelas pesquisas e testes empíricos. A ciência "pop" pode desfocar a divisão entre ciência e pseudociência entre o público em geral, e pode também envolver ficção científica. As crenças pseudocientíficas são comuns, mesmo entre professores de ciências do ensino público e repórteres de jornais.
O problema da demarcação entre ciência e pseudociência tem implicações políticas, éticas, bem como questões filosóficas e científicas. Diferenciar ciência e pseudociência tem várias implicações práticas, dentre elas os cuidados de saúde, o testemunho de especialistas nas falsas polêmicas sobre o Aquecimento global e na educação científica das pessoas. A distinção entre fatos e teorias científicas de crenças pseudocientíficas, como os encontrados na astrologia, no charlatanismo médico e nas crenças ocultistas combinados com conceitos científicos, é parte da educação científica e literacia científica.
O termo "pseudociência" é muitas vezes depreciativo, sugerindo que algo está sendo impreciso ou mesmo enganosamente retratado como ciência. Por isso as pessoas rotuladas como praticantes ou partidárias de pseudociência normalmente contestam a caracterização.

## Perspetiva geral

### Metodologia científica
Embora os padrões para determinar se um corpo de conhecimento, uma metodologia ou prática, são ou não científicos possam variar de campo para campo, existem princípios básicos amplamente consensuais entre os cientistas. A noção mais elementar é a de que todos os resultados experimentais devem poder ser reproduzidos e verificados por outras pessoas. Estes princípios garantem que todas as experiências científicas possam ser reproduzidas mediante condições idênticas, o que permite a outros investigadores determinar se uma hipótese ou teoria relativas a um dado fenómeno são simultaneamente válidas e fidedignas. Os padrões exigem que o método científico seja aplicado em todo o processo e que o viés seja controlado ou eliminado através de aleatoriedade, procedimentos de amostragem claros, estudos com dupla ocultação ou outros métodos. É expectável que todos os dados reunidos, incluindo as condições ambientais da experiência, sejam documentados para posterior escrutínio e disponibilizados para arbitragem científica, de modo a permitir que sejam realizados novos estudos que confirmem a veracidade ou falsidade dos resultados. São também ferramentas importantes do método científico a quantificação da significância, confiança e margem de erro.

### Refutabilidade
Em meados do século XX, Karl Popper propôs o critério da refutabilidade para distinguir a ciência da não ciência. A refutabilidade significa que determinado resultado deve ter condições para poder ser refutado. Por exemplo, a afirmação de que "Deus criou o universo" pode ser verdadeira ou falsa, mas é impossível delinear um teste que prove que o fez ou que não o fez, estando para além do alcance da ciência. Popper usou a astrologia e a psicanálise como exemplos de pseudociência e a teoria da relatividade de Einstein como exemplo de ciência. Subdividiu também a não ciência em formulações filosóficas, matemáticas, mitológicas, religiosas e metafísicas e em formulações pseudocientíficas, embora não tenha fornecido critérios claros em relação às diferenças.
Outro exemplo que mostra a necessidade clara da refutabilidade de uma alegação é o indicado por Carl Sagan em The Demon-Haunted World, quando se refere a um dragão invisível que tem na sua garagem. O objetivo é demonstrar que não existe qualquer teste físico que tenha a possibilidade de refutar a alegação da presença deste dragão, sendo impossível a alguém provar que a alegação é falsa. Sagan conclui: "Posto isto, qual é a diferença entre um dragão invisível, extracorpóreo e que voa a cuspir fogo e absolutamente nenhum dragão?" Afirma ainda que "a sua incapacidade em invalidar a minha hipótese não é a mesma coisa do que demonstrar que é verdadeira".

### Opiniões divergentes
Em 1978, Paul Thagard propôs que a principal distinção entre pseudociência e ciência está relacionada com o facto da pseudociência ser muito mais resistente a abandonar uma teoria mesmo quando essa teoria é suplantada por teorias alternativas, e à resistência dos proponentes em reconhecer ou corrigir os problemas da própria teoria. Em 1983, Mario Bunge sugeriu as categorias de "campos de crenças" e "campos de investigação" para ajudar a distinguir entre pseudociência e ciência, onde o primeiro é essencialmente pessoal e subjetivo e o último implica uma abordagem sistemática.

## Classificação
Tipicamente, as pseudociências falham ao não adotar os critérios da ciência em geral (incluindo o método científico), e podem ser identificadas por uma combinação de uma destas características:
- Ao aceitar verdades sem o suporte de uma evidência experimental;
- Ao aceitar verdades que contradizem resultados experimentais estabelecidos;
- Por deixar de fornecer uma possibilidade experimental de reproduzir os seus resultados;
- Ao aceitar verdades que violam falseabilidade;
- Por violar a Navalha de Occam (o princípio da escolha da explicação mais simples quando múltiplas explicações viáveis são possíveis); quanto pior for a escolha, maior será a possibilidade de errar.

## Exemplos de pseudociência
São exemplos de atividades majoritariamente classificados como pseudociências: pseudoarqueologia, pseudo-história, parapsicologia (mediunidade, problema mente-corpo), cubo do tempo de Gene Ray, astrologia, criacionismo, design inteligente, terra plana, ufologia, homeopatia, acupuntura, grafologia, efeito lunar, piramidologia e cristais, numerologia, criptozoologia, geologia do dilúvio.
Há também alguns campos jovens da ciência (protociência) que são mal vistos por cientistas de áreas já estabelecidas, primeiramente por sua natureza especulativa, embora estes campos não sejam considerados pseudocientíficos ou protocientíficos por muitos cientistas e sejam estudados por muitas universidades e institutos especializados.
SETI e CETI não afirmam que os extraterrestres existem, embora muitos considerem que seja provável (ver equação de Drake). Há controvérsia na biologia se evidência de vida extraterrestre microbiótica foi encontrada (fossilizada em meteoritos e como parte de experimentos do programa Viking de exobiologia).[carece de fontes?]
Alguns grupos "cães de guarda", como o Comitê para a Investigação Cética,  expressam preocupação com o aparente crescimento de popularidade das pseudociências, especialmente quando se trata de áreas científicas que existem para salvar vidas. Vários tratamentos autoproclamados como medicina alternativa foram designados pseudociência por críticos, porque seus métodos inspiram falsa esperança em pacientes terminais e acabam custando grandes quantias de dinheiro sem prover nenhum benefício real, tratamento, ou cura para várias doenças simples. A Clínica Burzynski é um exemplo disso.
A Fé como Pseudociência
A ciência tem realizado experimentos que indicam a eficácia da prática da oração e meditação no processo de cura. Mas por que isso ocorre? Provavelmente devido à homeostase físiológica derivada do estado meditativo. Inúmeros artigos científicos apontam que em pessoas em estado meditativo e de orações prolongadas há mudanças químicas e físicas no cérebro e alterações hormonais que levam a um impacto positivo sobre o sistema imunológico. É sabido que esses efeitos são mediados em parte por determinadas regiões do cérebro, tais como a córtex pré-frontal dorso-lateral (DLPC) e a pré-frontal ventromedial (VMPFC), que estão intimamente relacionadas a estruturas da amígdala e do sistema límbico, conectando-se diretamente ao hipotálamo. Todas essas alterações afetam o sistema imune, atingindo a medula óssea, timo, baço, linfonodos e amígdala. Além disso, a prece demonstrou ser uma estratégia eficiente na redução da ansiedade de pacientes em tratamento de quimioterapia. Neste sentido, a utilização de práticas integrativas e religiosas pode auxiliá-lo a lidar com o câncer, visto reduzir a sua ansiedade, atuando em aspectos de bem-estar. Segundo tais estudos, publicados em revistas científicas, a espiritualidade por meio da oração é benéfica ao desencadear alívio das tensões, aumentar a esperança e auxiliar na redução da ansiedade. Everson et al. realizaram estudo com 2400 homens de média idade por um período de 6 anos. Dessa amostragem, 174 morreram de câncer e 87 de doença cardíaca. Os que tinham altos níveis de desesperança tinham de 2 a 3 vezes mais probabilidade de desenvolver câncer e doença cardíaca em relação àqueles que não tinham falta de esperança. Quando se toma como referência pessoas que seguem um caminho espiritual comparadas às pessoas que não professam qualquer prática de ordem espiritual, foram verificados efeitos benéficos de saúde em católicos, protestantes, judeus, budistas, hindus, muçulmanos, zoroastristas, etc., e às pessoas que, mesmo não sendo formalmente religiosas, estavam envolvidas com meditação ou outras buscas espirituais. Tais efeitos foram evidenciados por meio de inúmeras experimentações científicas e mostraram menor incidência de câncer, doenças cardiovasculares, diabetes, depressão, dentre várias outras. Abordando tais questões de modo mais científico, pode-se inferir que boa parte desses resultados se deve ao estilo de vida, geralmente levado por tais grupos espirituais, que tendem a restringir o número de parceiros sexuais, bem como o uso de tabaco e bebidas alcoólicas, além de terem certas restrições alimentares e serem incentivados a praticarem atividades físicas. Além disso, os pais dessas comunidades tendem a estar mais próximos de seus filhos e de seus idosos. De modo adicional, um ambiente com práticas de espiritualidade tende a produzir a sensação de proteção Divina e de pertencimento a uma comunidade que os acolhe e protege. Assim, independente de aspectos religiosos as boas práticas relacionadas à saúde, verificadas para esses grupos, podem levar a uma saúde melhor.